# Barnoxon Sayfullayeva
Barnoxon Sayfullayeva (englisch Barnokhon Sayfullayeva; * 5. Februar 2005) ist eine usbekische Leichtathletin, die sich auf den Hochsprung spezialisiert hat.

## Sportliche Laufbahn
Erste internationale Erfahrungen sammelte Barnoxon Sayfullayeva im Jahr 2022, als sie bei den U18-Asienmeisterschaften in Kuwait mit übersprungenen 1,84 m die Goldmedaille gewann. Im Jahr darauf belegte sie bei den Hallenasienmeisterschaften in Astana mit 1,80 m den fünften Platz und im Juni siegte sie mit 1,84 m bei den U20-Asienmeisterschaften in Yecheon. Anschließend gelangte sie bei den World University Games in Chengdu mit 1,75 m auf Rang zwölf. 2024 belegte sie bei den Hallenasienmeisterschaften in Teheran mit 1,80 m den vierten Platz und Ende April verteidigte sie bei den U20-Asienmeisterschaften in Dubai mit 1,83 m ihren Titel. Anschließend belegte sie bei den U20-Weltmeisterschaften in Lima mit 1,84 m den sechsten Platz. Im Jahr darauf wurde sie bei den Asienmeisterschaften in Gumi mit 1,83 m Fünfte. 